# 金光松美
金光 松美（マイク・カネミツ、Matsumi "Mike" Kanemitsu、1922年5月28日 - 1992年5月11日）は、日系アメリカ人の画家。抽象表現主義の第二世代として1950年代以降のニューヨークで活躍し、抽象画と墨絵の融合やリトグラフ制作に力を注いだ。代表作は「白と黒」（ニューヨーク近代美術館蔵）など 。

## 人物・略歴
1922年5月28日、ユタ州オグデンで広島市出身の日本人の両親のもとに生まれた後（日米二重国籍）、3歳で来日し、祖父母のもと広島で育つ 。旧制中学校卒業後の1940年、帰米して日本国籍を離脱し、1941年にアメリカ陸軍に入隊 。日本軍による真珠湾攻撃後に逮捕され、強制収容されたものの、アメリカ赤十字から提供された物資で収容中から絵を描き始める。釈放後は欧州戦線に病院助手として従軍し、ニースで軍人向け娯楽施設のバーに所属している間、レジェ、マティス、ピカソなどのフランス人画家と交流した。1946年に除隊された後、ボルティモアで大工として働き、彫刻家Karl Metzlerと出会う。Metzlerの紹介により金光の人脈は広がり、個展を開催するなどした後、1950年に再度渡仏し、パリでレジェに師事した。
1951年以降、ニューヨークのアート・スチューデント・リーグにおいてHarry Steinbergや国吉康夫らに学ぶ  。その間、ジャクソン・ポロックやウィレム・デ・クーニングらとの交友関係を築いた。なお、金光は在学中、ボルティモアの賭博場でエンターテイメントディレクターを務め、ストリップダンサーを監督することもしていた。また、ノーマン・ブルームと親交を深め、第二世代の抽象表現主義の旗手となっていった。1962年にはニューヨーク近代美術館の「14人のアメリカ人」展の一人として出品する。1962年、1964年にロングビュー財団賞、1967年に国際青年美術家展の日本文化フォーラム賞（若手芸術家部門）を受賞。
1965年にリトル・トーキョーに移り、1992年5月に肺がんで亡くなるまでロサンゼルスに暮らした。1990年にはナンシー・ウエムラとともにギャラリーIVをオープン。なお、2018年には金光の自宅の取り壊しを巡って、日系アメリカ人アーティストの本拠を守るための反対運動が起きている。

## コレクション
- ボルティモア美術館
- ナショナル・ギャラリー
- コーコラン美術館
- ニューヨーク近代美術館
- メトロポリタン美術館
- フィラデルフィア美術館
- サンフランシスコ近代美術館[9]
- ロサンゼルス・カウンティ美術館
- ホノルル美術館
- 東京国立近代美術館
- 広島市現代美術館

## 評伝
『Four Stones for Kanemitsu』 - 1973年公開のアメリカのドキュメンタリー映画（第46回アカデミー短編ドキュメンタリー映画賞ノミネート作品）。監督：テリー・サンダース、プロデューサー：ジューン・ウェイン。